# Jack Broughton

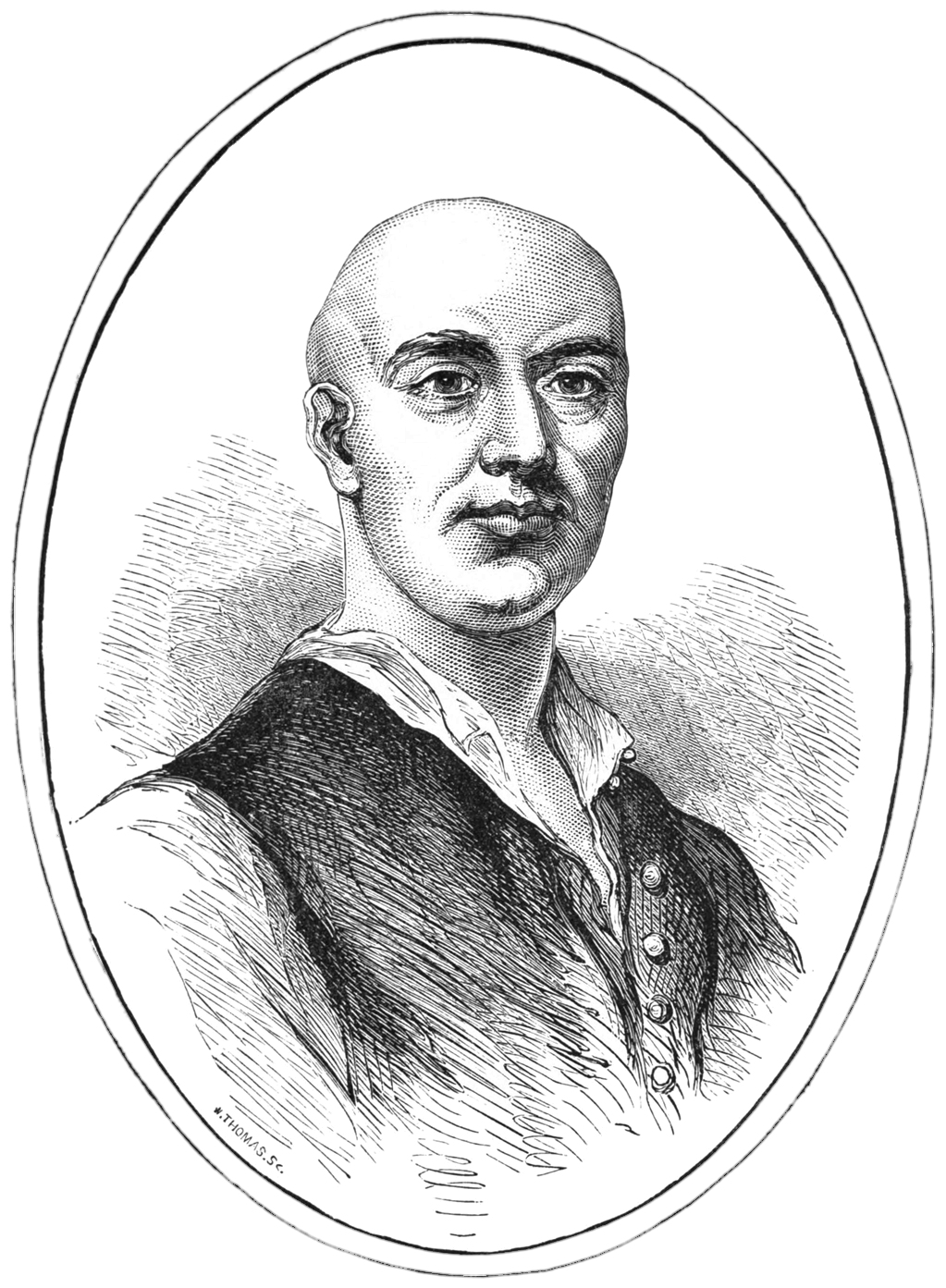
Jack Broughton

Jack Broughton (* 1704 in Cirencester; † 8. Januar 1789) war ein englischer Boxer und Regelgeber des Boxsports.
Broughton trainierte an der Boxschule von James Figg und folgte 1738 George Taylor, einem weiteren Schüler Figgs, als englischer Boxchampion nach. Er wurde somit der dritte englische Meister. 
Später eröffnete er eine eigene Boxschule in Konkurrenz zur Figg-Akademie. Am 10. April 1750 verlor er seinen Titel durch eine K.-o.-Niederlage an Jack Slack, einen Enkel Figgs.
Er verwendete erstmals Handschuhe („Mufflers“) zum Trainieren und für Schaukämpfe.
1741 soll er bei einem Kampf versehentlich seinen Gegner George Stevenson getötet haben, was ihn dazu veranlasste, 1743 neue Regeln zu veröffentlichen, die Broughton Rules, die bis zur Einführung der Revised London Prize Ring Rules 1838 gültig waren.

## Broughton Rules (manchmal auch schon als London Prize Ring Rules (i.w.S.) bezeichnet)
- Schläge unter die Gürtellinie wurden verboten.
- Der Kampf dauerte, bis einer der Gegner zu Boden ging (Kampfpause). Wenn sich dieser nicht innerhalb von 30 Sekunden wieder seinem Gegner stellte, galt er als besiegt.
- Ein am Boden liegender oder besiegter Kämpfer durfte nicht mehr geschlagen oder sonstwie angefasst werden.
- Nur Boxer und Sekundanten befanden sich im Ring.
- Ringen nur oberhalb der Gürtellinie.
- Regelungen zur Aufteilung der Kampfbörse.

Es gab noch keinen Boxring mit Seilen, der Kampfplatz war im Kern eine Markierung auf der Erde und wurde durch die umstehenden Zuschauer begrenzt.
Broughton, der die Ehrentitel „The Father of the English School of Boxing“ und „Father of the Science of the Art of Self-Defense“ trug, wurde in der Westminster Abbey beerdigt.
1990 fand Broughton Aufnahme in die International Boxing Hall of Fame.